# 해파리 은하
해파리 은하는 일부 나선 은하에 뒤에 길게 늘어진 꼬리 같은 구조가 존재하는 은하 형태이다.

## 특징 및 상세
매우 빠른 속도로 이동하고 있으며 이로 인해 운동 방향으로 강한 가스 압력을 받아 은하 내에 있던 성간 물질이 뜯겨져 나가고 있는 상태이기도 한다. 이 뜯겨진 물질에서 다시 가스가 응축되어 일부 젊은 항성들이 탄생하여 현재와 같은 꼬리 구조를 형성하였다.